# Carl Bartberger
Carl Frederic Bartberger (* 29. Mai 1824 in Karlsruhe; † 19. August 1896 in Pittsburgh) war ein deutschamerikanischer Architekt.

## Leben
Carl Bartberger erhielt seinen Abschluss am Polytechnikum Karlsruhe in 1843, wo er Mitglied der Burschenschaft Teutonia wurde. Zwei Jahre später siedelte er in die USA um und ließ sich in Pittsburgh nieder. Dort ging er seinem Beruf als Architekt nach. Ab 1885 arbeitete er mit dem Architekten Ernest G. W. Dietrich zusammen und später zusammen mit seinem Sohn Charles Matthias B. (1850–1939).
Bartberger plante mehr als 200 öffentliche Gebäude in den USA, unter anderem bekannte Gebäude wie die Saint Michael’s Roman Catholic Church & Rectory, das St. Paul of the Cross Monastery und die Mount de Chantal Visitation Academy. Er war Mitglied des American Institute of Architects.
Carl Bartberger verstarb im Western Pennsylvania Hospital an den Verletzungen, die er durch einen Verkehrsunfall erlitten hatte.